# Ghost Town (Poco)
Ghost Town è un album dei Poco, pubblicato dalla Atlantic Records nel settembre del 1982.

## Tracce
Lato A
1. Ghost Town – 5:33 (Rusty Young)
2. How Will You Feel Tonight – 3:30 (Paul Cotton)
3. Shoot for the Moon – 2:44 (Rusty Young)
4. The Midnight Rodeo (In the Lead Tonight) – 2:34 (Paul Cotton)
5. Cry No More – 3:28 (Rusty Young)

Lato B
1. Break of Hearts – 4:22 (Paul Cotton)
2. Love's so Cruel – 2:55 (Rusty Young)
3. Special Care – 2:38 (Paul Cotton)
4. When Hearts Collide – 3:25 (Rusty Young)
5. High Sierra (brano strumentale) – 3:39 (Rusty Young)

## Musicisti
- Paul Cotton - chitarra, voce
- Rusty Young - chitarra steel, chitarra, voce
- Kim Bullard - tastiere
- Charlie Harrison - basso, voce
- Steve Chapman - batteria

Musicisti aggiunti 
- Steve Forman - percussioni
- Armand Karpoff - violoncello
- Phil Kenzie - sassofono
- Buell Neidlinger - contrabbasso
- Denise Subotnile - chitarra, viola, voce